# 이형위
이형위(李亨煒, 1775년-1852년)는 조선 후기의 무신으로 절충장군(折衝將軍) 오위 상호군(五衛上護軍) 이웅한(李雄漢)의 현손이며, 증 가선대부(嘉善大夫) 호조참판(戶曺參判) 이종현(李宗賢)의 2남이고, 1902년 영국 왕 에드워드 7세의 대관식에 사절단으로 다녀와 서사록(西徙錄)을 남긴 통정대부(通政大夫) 이종응(李鍾應)의 증조부이다.

## 생애
조선 후기의 무신으로 본관은 전주, 휘는 형위(亨煒)이다. 절충장군(折衝將軍) 오위 상호군(五衛上護軍) 이웅한(李雄漢)의 현손이고, 증 통훈대부(通訓大夫) 장악원정(掌樂院正) 이홍적(李弘逷)의 증손이며, 통정대부(通政大夫) 호조참의(戶曺參議) 이재기(李載器)의 손자이다. 아버지는 증 가선대부(嘉善大夫) 호조참판(戶曺參判) 이종현(李宗賢)이며, 어머니는 용인인(龍仁人) 이붕운(李鵬運)의 딸로 증 정부인 용인이씨(貞夫人 龍仁李氏)이다. 1902년 영국 왕 에드워드 7세의 대관식에 사절단으로 다녀와 서사록(西徙錄)을 남긴 통정대부(通政大夫) 이종응(李鍾應)의 증조부이다.
부인은 청주인(淸州人) 한지증(韓智增)의 딸로 정부인 청주한씨(貞夫人 淸州韓氏)와 정부인 남양홍씨(貞夫人 南陽洪氏)이다.
증 호조참판 종현의 2남으로 1775년(영조 51) 3월 18일 탄생하였다. 1804년(순조 4) 집춘영 초관(集春營哨官)을 역임하고, 1805년(순조 5) 어영청 초관(御營廳哨官)을 역임하였다.
1806년(순조 6) 훈련 주부(訓鍊主簿)에 제수되었다가 이해 12월 20일 훈련 주부(訓鍊主簿)에서 정시 감하(定式減下)되었다.
1816년(순조 16) 훈련 판관(訓鍊判官)에 가설(加設)되었다가 1819년(순조 19) 허사 첨사(許沙僉使)에 제수되었다.
1827년(순조 27) 절충장군(折衝將軍)에 제수되었다가 절충장군(折衝將軍) 행 용양위 부호군(龍驤衛副護軍)에 제수되었다.
1828년(순조 28) 오위장(五衛將)에 제수되었다가 이해 8월 20일 첨지(僉知)에 단부(單付)되고, 1831년(순조 31) 전라감영 중군(全羅監營中軍)에 제수되었다.
1832년(순조 32) 오위장(五衛將)에 제수되고, 이해 10월 26일 가선대부(嘉善大夫)에 가자되었다. 이해 11월 9일 호군(護軍)에 단부되었다가 이해 12월 20일 충익위장(忠翊衛將) 겸 동지중추부사(同知中樞府事)에 제수되고, 가의대부(嘉義大夫)에 가자되었다.
1852년(철종 3) 7월 23일 향년 78세로 별세하여 화성 장안면 수촌리 용두산 산 181번지 경좌(庚坐)로 장사지냈다가 금의리 산 81번지 손좌(巽坐)로 이장하였다.

## 가족관계
- 증조 : 증 통훈대부(通訓大夫) 장악원정(掌樂院正) 이홍적(李弘逷, ?년-?년)
  - 조부 : 통정대부(通政大夫) 호조참의(戶曺參議) 이재기(李載器, 1680년-1756년)
    - 아버지 : 증 가선대부(嘉善大夫) 호조참판(戶曺參判) 이종현(李宗賢, 1689년-1746년)
    - 어머니 : 증 정부인(貞夫人) 용인 이씨 (龍仁 李氏, 1686년-1732년), 용인인(龍仁人) 이붕운(李鵬運)의 딸.
      - 형 : 이형수(李亨秀, 1771년-1853년), 재종숙(再從叔) 이최현(李最賢)에게 출계.
      - 동생 : 이형엽(李亨燁, 1782년-1813년)
      - 동생 : 이형환(李亨煥, 1786년-1835년)
      - 누이 : 죽산인(竹山人) 안극(安極)에게 출가.
      - 1부인 : 정부인(貞夫人) 청주 한씨(淸州 韓氏, 1770년-1839년), 청주인(淸州人) 한지증(韓智增)의 딸.
      - 2부인 : 정부인(貞夫人) 남양 홍씨(南陽 洪氏, 1772년-1839년)
        - 1남 : 증 가선대부(嘉善大夫) 내부협판(內部協判) 이렴(李濂, 1795년-1855년)